# Porosły-Kolonia
Porosły-Kolonia – wieś w Polsce położona w województwie podlaskim, w powiecie białostockim, w gminie Choroszcz.
W latach 1975–1998 miejscowość administracyjnie należała do województwa białostockiego.
Wierni kościoła rzymskokatolickiego należą do parafii św. Jana Chrzciciela i św. Szczepana w Choroszczy.

## Transport
W Pobliżu miejscowości znajduje się droga ekspresowa S8